# Charles H. Pond
Charles Hobby Pond, född 26 april 1781 i Milford, död 28 april 1861, var en amerikansk politiker för Demokraterna och guvernör i Connecticut.

## Tidigt liv
Charles H. Pond föddes i Milford, Connecticut, den 26 april 1781. Han tog examen från Yale College 1802. Därefter läste han juridik och antogs till advokatsamfundet, men praktiserade aldrig på grund av dålig hälsa. Under en lång sjöresa återfick han hälsan. Han var domare vid New Haven County Court från 1816 till 1817 och åter från 1836 till 1837. Han var sheriff i New Haven åren 1820-34.

## Guvernör
Pond blev viceguvernör under guvernören Thomas H. Seymour den 4 maj 1850. Mandatperioderna för guvernör och viceguvernör i Connecticut var ett år på den tiden. Han satt ett år som viceguvernör, ersattes för ett år av Green Kendrick, men återkom i maj 1852 som viceguvernör. Under hela denna tid var Thomas H. Seymour guvernör. När Seymour avgick den 13 oktober 1853 blev Pond guvernör. Han kandiderade inte i valet 1854 och drog sig tillbaka från offentligheten. Han efterträddes av Henry Dutton.
Pond avled 1861 och begravdes på Milford Cemetery. Han har ett minnesmärke på Milford Founding Fathers Memorial i Milford.